# THE BIRTHDAY EVE 〜탄생전야〜
| 전문가 평가                      | 전문가 평가 |
| 평가 점수                        | 평가 점수   |
| 출처                             | 점수        |
| -------------------------------- | ----------- |
| AllMusic                         | [ 1 ]       |
| Collector's Guide to Heavy Metal | 6/10        |

《THE BIRTHDAY EVE 〜탄생전야〜》(일본어: THE BIRTHDAY EVE 〜誕生前夜〜 THE BIRTHDAY EVE 〜탄조오젠야〜[*])는 일본의 헤비 메탈 밴드 LOUDNESS의 데뷔 스튜디오 음반으로, 1981년 일본에서만 발매되었다. 24비트 디지털 리마스터로 재발매된 일본 한정판 CD에는 초반 싱글에서 수록된 두 곡이 추가로 포함되어 있으며, 이는 원래 음반에는 없던 트랙이다.
이 음반의 성공은 아사쿠사 국제극장에서 열린 LOUDNESS의 데뷔 콘서트가 전석 매진되었다는 사실로 입증되었으며, 당시 공연은 2,700명의 관객 앞에서 열렸다.

## 배경
이 음반의 커버 아트는 수정 안에 뾰족한 귀를 가진 태아가 잠들어 있는 그림이다. 이 디자인은 다음 작품과도 관련되어 있다.
엔지니어는 당시 같은 사무소 빙에 소속되어 있던 오노 세이겐이지만, 타카사키 아키라는 본작의 음향에 대해 "그건 그거 나름대로 지금 들어도 개성 있고 훌륭한 사운드라고 생각하지만, 좀 더 메탈의 엣지감이라고 할까, 더 격렬한 사운드를 밴드는 원하고 있었다"고 평하고 있다.

## 곡 목록
작사는 모두 니이하라 미노루가 맡았고, 작곡은 모두 다카사키 아키라가 맡았다.
| #  | 제목               | 재생 시간 |
| -- | ------------------ | --------- |
| 1. | 〈Loudness〉       | 5:10      |
| 2. | 〈Sexy Woman〉     | 5:39      |
| 3. | 〈Open Your Eyes〉 | 4:32      |
| 4. | 〈Street Woman〉   | 5:17      |

| #  | 제목                           | 재생 시간 |
| -- | ------------------------------ | --------- |
| 1. | 〈To Be Demon〉                | 6:07      |
| 2. | 〈I'm On Fire〉                | 3:41      |
| 3. | 〈High Try〉                   | 5:07      |
| 4. | 〈Rock Shock (More And More)〉 | 4:57      |